# Hazareh Toghay
Hazareh Toghay é uma cidade do Afeganistão, localizada na província de Balkh.